# Stumpfkantiger Wasserstern

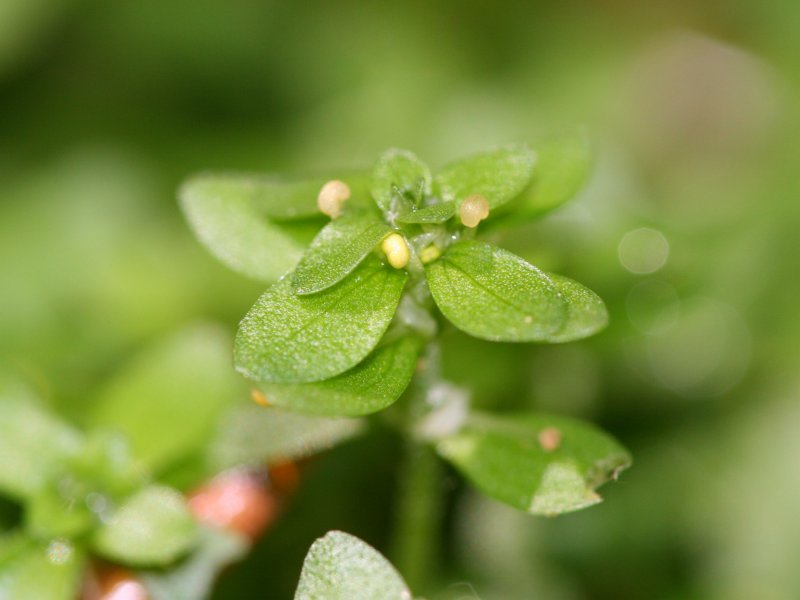
Schwimmblattrosette mit männlichen Blüten

Der Stumpfkantige Wasserstern (Callitriche cophocarpa) gehört zu den Wegerichgewächsen (Plantaginaceae). Die Pflanze bildet völlig untergetaucht lebende Wasserformen, aber auch Landformen, wobei der Übergang sehr leicht und fließend erfolgt und auch reversibel möglich ist. Dabei ändert sich laufend die Gestalt der Pflanzen, vor allem der Blätter.

## Beschreibung
Der Stumpfkantige Wasserstern ist eine überwinternd grüne, ausdauernde, untergetaucht lebende Wasserpflanze (Hydrophyt) mit bis zu 25 Zentimeter langen Stängeln und meist mit Schwimmblattrosetten. Alternativ lebt er als einjähriger, im Schlamm kriechender Therophyt. Die bis zu 2 Zentimeter langen Tauchblätter der Wasserformen sind variabel. Die Schwimmblätter sind schmal rhombisch bis elliptisch geformt. Sie stehen zu sechst bis zehnt, seltener bis zu sechzehnt in dichten Rosetten von 2 bis 3 Zentimetern Durchmesser. Die Landformen wachsen rasenförmig. Ihre Blätter sind meist kleiner und derber als jene der Wasserformen. Sie tragen keine ausgeprägten Schwimmblattrosetten. Nur die Landformen und die Schwimmblätter der Wasserformen verfügen über Spaltöffnungen. Die Pflanzen sind mit ihren Wurzeln am Grund ihrer Wuchsgewässer verankert. Die Landformen bewurzeln sich an den älteren Stängelteilen, wenn diese zu Boden sinken; die Zwischenstücke sterben ab. So entstehen selbständige Pflanzen.
Die Blütezeit erstreckt sich von Mai bis September. Die unscheinbaren Blüten sind getrenntgeschlechtig; sie stehen in den Achseln der Schwimmblätter. Die männlichen Blüten tragen ein langes, 1 Millimeter breites Staubblatt mit gelblichen Pollen, die weiblichen je ein Fruchtknoten und zwei Narben. Die 1 bis 1,1 Millimeter langen Früchte sind rundlich. Die Teilfrüchte sind stumpfkantig oder schwach gekielt.
Die Art hat die Chromosomenzahl 2n = 10 oder 12.

## Verbreitung und Standort
Das Verbreitungsgebiet der Art umfasst Europa und das westliche Asien mit einem Schwerpunkt in Nord-, Mittel- und Osteuropa. Dort wächst der Stumpfkantige Wasserstern in meist nährstoffreichen, seltener in nährstoffarmen, stehenden und fließenden Gewässern, wie Altwässer, Tümpel und Bäche. Die Pflanze siedelt bevorzugt an seichteren Stellen der Gewässer, die auch austrocknen können, zumindest aber dauernd nass und meistens überflutet sind. Die Ausbildung der verschiedenen Formen stellt somit eine lebensnotwendige Anpassung dar.
Der Stumpfkantige Wasserstern ist in Mitteleuropa eine Charakterart des Ranunculo trichophylli-Sietum erecto-submersi aus dem Verband Ranunculion fluitantis, kommt seltener aber auch in Gesellschaften der Ordnung Potamogetonetalia oder Littorelletalia vor.
Die ökologischen Zeigerwerte nach Landolt et al. 2010 sind in der Schweiz: Feuchtezahl F = 5w+ (überschwemmt aber stark wechselnd), Lichtzahl L = 4 (hell), Reaktionszahl R = 4 (neutral bis basisch), Temperaturzahl T = 3 (montan), Nährstoffzahl N = 3 (mäßig nährstoffarm bis mäßig nährstoffreich), Kontinentalitätszahl K = 3 (subozeanisch bis subkontinental).
In den Allgäuer Alpen steigt die Art in einem Tümpel in Vorarlberg zwischen Widderstein und Seekopf bis zu 2000 m Meereshöhe auf.

## Systematik
Der Stumpfkantige Wasserstern (Callitriche cophocarpa Sendtner) hat das Synonym: Callitriche polymorpha Lönnr.